# FAKHRAVAC
FAKHRAVAC là một loại vắc-xin COVID-19 được phát triển bởi Tổ chức Nghiên cứu và Đổi mới Quốc phòng thuộc Bộ Quốc phòng Iran. Đây là vắc-xin COVID-19 thứ ba của Iran đã bước vào giai đoạn thử nghiệm lâm sàng. Hiện vắc-xin đang trong giai đoạn III thử nghiệm lâm sàng. FAKHRAVAC đã được cấp phép sử dụng khẩn cấp tại Iran vào ngày 9 tháng 9 năm 2021.
Vắc-xin được đặt tên theo nhà khoa học hạt nhân người Iran Mohsen Fakhrizadeh. Theo nhà chức trách Iran, ông là người có công trong việc khởi động quá trình nghiên cứu vắc-xin nhằm ứng phó trước đại dịch COVID-19 tại Iran. Fakhrizadeh bị ám sát vào tháng 11 năm 2020 trong một vụ tấn công mà Iran và tình báo Hoa Kỳ cho là được Israel thực hiện.

## Dược lý học
FAKHRAVAC là vắc-xin dựa trên virus bất hoạt với hai liều tiêm bắp được tiến hành cách nhau 3 tuần.

## Sản xuất
Vào tháng 8 năm 2021, báo cáo cho biết công suất sản xuất vắc-xin đã ở mức 1 triệu liều mỗi tháng và dự kiến sẽ được "tăng lên nhiều lần trong vài tháng tới".

## Thử nghiệm lâm sàng
| Giai đoạn | Số đăng ký                                                                | Bắt đầu             | Số người tham gia | Số người tham gia | Số người tham gia          | Độ tuổi | Tham khảo |
| Giai đoạn | Số đăng ký                                                                | Bắt đầu             | Tổng              | Vắc-xin           | Kiểm soát                  | Độ tuổi | Tham khảo |
| --------- | ------------------------------------------------------------------------- | ------------------- | ----------------- | ----------------- | -------------------------- | ------- | --------- |
| I         | IRCT20210206050259N1 Lưu trữ ngày 28 tháng 4 năm 2021 tại Wayback Machine | 8 tháng 3 năm 2021  | 135               | 96?               | 39? (giả dược)             | 18-55   | [ 2 ]     |
| II        | IRCT20210206050259N2 Lưu trữ ngày 16 tháng 6 năm 2021 tại Wayback Machine | 8 tháng 6 năm 2021  | 500               | 250               | 250 (giả dược)             | 18-70   | [ 3 ]     |
| III       | IRCT20210206050259N3 Lưu trữ ngày 7 tháng 9 năm 2021 tại Wayback Machine  | 29 tháng 8 năm 2021 | 41.128            | 20.564            | 20.564 (vắc-xin Sinopharm) | >18     | [ 5 ]     |

## Cấp phép
Vắc-xin đã được cấp phép sử dụng khẩn cấp tại Iran vào ngày 9 tháng 9 năm 2021.